# Marina Moguilevskaïa
Pour les articles homonymes, voir Moguilevskaïa.
Marina Olegovna Moguilevskaïa (en russe : Мари́на Оле́говна Могиле́вская) est une actrice de théâtre et de cinéma russe née le 6 août 1970 à Zavodooukovsk, dans l'Oblast de Tioumen.

## Biographie
Marina Olegovna Moguilevskaïa a étudié à la faculté d'économie de l'Université de Kiev et à l'école de théâtre de l'Université nationale Karpenko-Kary. Elle a ensuite travaillé au Théâtre national académique Lessia Oukraïnka. En 1996, elle devient la présentatrice du programme Bonjour, Russie! sur la chaîne de télévision russe RTR.
Marina a fait ses débuts au cinéma en 1989 dans le film Kamennaya dusha. Elle a depuis tourné dans les séries Russkie amazonki, Marsh Turetskogo, Kamenskaya, Moskovskie okna, Lutschi gorod zemli, Pyat minut do metro et La Cuisine.
Elle est l'auteure du scénario du film comique Kogda ee sovsem ne zhdesh tourné en 2001, et dans lequel elle interprète le rôle principal.

## Vie privée
Le premier mariage de Marina prend fin en 1996 et elle se remarie avec le producteur Alexandre Akopov (ru) (né en 1957) le 30 avril 1999. Ce second mariage se solde par un nouveau divorce.
Elle donne naissance le 19 août 2011 à une fille prénommée Maria.

## Prix et récompenses
- Prix du meilleur rôle féminin dans le film Reportage au festival Stojary (1995)[4]

## Carrière

### Théâtre
- Homme et Galant Homme (Uomo e galantuomo) d'Eduardo De Filippo
- Rumeurs (en) (Rumors) de Neil Simon
- Anne des mille jours de Maxwell Anderson
- Anna Bolena de Gaetano Donizetti
- Fernando Krapp m'a écrit cette lettre de Tankred Dorst
- Les Portes Claquent  de Michel Fermaud
- L'Amour d'une nuit (Любовь длиною в ночь) de Viktor Merejko
- Lady and Admiral de Leonid Koulaguine
- Vendetta-Babetta (Вендетта-Бабетта) d'Aleksandr Korovkine

### Cinéma
- 1989 : Âme de pierre (Каменная душа, Kamennaia dusha) de Stanislav Klimenko (ru) : Maroussia
- 1990 : La Désintégration (Распад, Raspad) de Mikhaïl Belikov (ru) : Liuba
- 1991 : Garde du corps (Телохранитель, Telokhranitel) d'Aleksandre Ivanov : femme de Terekhov
- 1992 : Jouer pour de vrai (Игра всерьёз, Igra vseriez) d'Anatoli Ivanov : Skachkova
- 1992 : Taras Chevtchenko. Testament (Тарас Шевченко. Завещание, Taras Shevchenko. Zaveshchanie) de Stanislav Klimenko (ru) : Dziunia Goussakovskaia
- 1992 : Meurtre à Sunshine-Menor (Убийство в Саншайн-Менор, Ubiistvo v Sanshain-Menor) de Boris Nebieridze (ru) : Liz
- 1992 : Homme de l'équipe Alpha (Человек из команды «Альфа», Chelovek iz komandy "Alfa") de Boris Nebieridze (ru)
- 1993 : Le Gladiateur contractuel (Гладиатор по найму, Gladiator po naimu) de Dmitri Zaïtsev : Eva
- 1993 : La Pécheresse masquée (Грешница в маске, Greshnitsa v maske) de Svetlana Ilynskaïa: la prostituée Karla
- 1994 : Le huitième voyage (Восьмой рейс, Vosmoi reis) de Vitali Chouvaguine
- 1994 : Khorovod : Marina
- 1995 : Meurtre à Munich(Attentat. Osennee ubiistvo v Miunkhene)
- 1995 : Un reportage (Репортаж, Reportazh) de Vladimir Balkachinov : Merilu Foli
- 1996 : Black Sea Raid de Jenö Hodi : Natalia
- 1997 : L'Histoire de Richard, de Milord et de l'Oiseau de feu (История про Ричарда, Милорда и прекрасную Жар-птицу, Istoriia pro Richarda, Milorda i prekrasnuiu Zhar-ptitsu) de Nino Akhvlediani
- 1997 : Tango au bord de l'abîme (Танго над пропастью, Tango nad propastiu) d'Igor Talpa (ru) : Lera
- 2001 : Les Fenêtres de Moscou (Moskovskie okna) : Galina Usoltseva
- 2001 : Le cinquième coin (Piatyi ugol) : Nina
- 2001 : Sezon okhoty 2 : Nadezhda Varguzova
- 2001 : Les Secrets de famille (Semeinye tainy) : Olga
- 2001 : Khoziain imperii : Alla Sokolova
- 2001 : La vie est pleine d’imprévus (Жизнь забавами полна) de Piotr Todorovski : Tamara
- 2002 : Vse chto ty liubish : Maria Ignatievna
- 2003 : Balnoe platie : Klavdiia Ivanovna
- 2003 : Lichnaia zhizn' ofitsialnykh liudei : Vera Panina
- 2002-3 : Luchshii gorod zemli : Galina Gladilina (Usoltseva)
- 2003 : Pan ili propal : Eva Nilsen
- 2004 : Krasnaia kapella : Margaret
- 2004 : Liubov' slepa : Kira
- 2006 : Piat' minut do metro : Nadia Matvienko
- 2006 : Almazy na desert : Rita
- 2006 : Grozovye vorota : Nina, mère de Kostia Vetrov
- 2006 : Moskovskaia istoriia : Mila, sœur de l'artiste
- 2006 : Proryv : femme de Selivanov
- 2007 : Vyzov 3 : Vera, femme du maire d'Ugorevsk
- 2007 : Zvezda Imperii : Alexandra Kollontaï
- 2007 : Muzhchina dolzhen platit' : Marina
- 2008 : Zhestokii biznes : Inna Vladimirovna, mère de Roman
- 2008 : Pari : Olga
- 2009 : Takova zhizn' : Vassilisa, vétérinaire
- 2010 : Obmeniaites' koltsami : Tamara

### Télévision
- 1995 : Île d'Amour (Ostrov liubvi), série télévisée d'Oleg Biyma (ru) (épisode no 10 Adultère) : Taisiia, jeune veuve
- Imperiia kino (Ukraine)
- Dobroe utro, Rossiia! (Rossiya 1) : animatrice
- DNK (NTV)
- 1999 : Direktoriia smerti, série télévisée de Tigran Keossaïan : Elena
- 2000 : Bliustiteli poroka, série télévisée de Viktor Nozdrioukhine-Zabolotny : Luiza
- 2000-2005 : Kamenskaïa (Каменская), série télévisée de Youri Moroz : Liudmila Semenova
- 2000-2007 : La Marche de Touretski (Марш Турецкого, Marsh Turetskogo), série télévisée de Mikhaïl Tumanishvili (ru) : Irina
- 2002-2003 : Russkie amazonki, série télévisée : Anna Sintsova
- 2004 : L'Orchestre rouge d'Alexandre Aravine, série télévisée :  Margaret
- 2010 : Dochki-materi série télévisée : Nina, tante de Iulia
- 2011 : : Zapiski ekspeditora Tainoi kantseliarii série télévisée : la comtesse Firsanova
- 2012-2015 : La Cuisine, série télévisée : Elena Pavlovna Sokolova, cheffe du restaurant Arcobaleno
- 2012 : Sklifossovski, série télévisée d'Andreï Selivanov : Vera Georgievna Zimenskaia
- 2013 : Sklifossovski 2, série télévisée : Vera Georgievna Zimenskaia
- 2014 : Sklifossovski 3, série télévisée : Vera Georgievna Zimenskaia
- 2014 : Plius Liubov, série télévisée : Raisa Ivanovna
- 2014 : Ne v parniakh schastie, série télévisée : Elena Stanislavovna

### Clips
- 1998 : Kak upoitel'ny v Rossii vechera — groupe Belyi orel
- 1998 : Ia kupliu tebe novuiu zhizn — groupe Belyi orel.